# Кенхи (река)
Кенхи (с чеч. — «белая вода») — река в России, протекает по Шаройскому району Чеченской Республики. Правый приток реки Шароаргун.

## Этимология
Название происходит от сочетания чеченских слов «Кlайн» — белый и «Хи» — вода, река.

## География
Река Кенхи берёт начало на склоне Снегового хребта. Течёт на северо-запад. Устье реки находится в 48 км по правому берегу реки Шароаргун. Длина реки составляет 16 км, площадь водосборного бассейна — 106 км².
На реке расположено село Кенхи. Левый приток Кенхи — река Чадыри.

## Данные водного реестра
По данным государственного водного реестра России относится к Западно-Каспийскому бассейновому округу, водохозяйственный участок реки — Сунжа от города Грозный до впадения реки Аргун. Речной бассейн реки — Реки бассейна Каспийского моря междуречья Терека и Волги.